# Said Jalili
Said Jalili (Mashhad, 6 settembre 1965) è un politico, diplomatico e militare iraniano, membro del Consiglio per il discernimento.

## Biografia
Considerata una delle 500 persone più influenti nel mondo musulmano, ha combattuto durante la guerra Iran-Iraq, rimanendo gravemente ferito alla gamba destra durante l'assedio di Bassora. Successivamente ha conseguito un dottorato in Scienze politiche e insegnato la "Diplomazia del Profeta" presso l'Università Imam Sadiq. 
In precedenza è stato il capo negoziatore nucleare dell'Iran e segretario del Consiglio supremo di sicurezza nazionale dal 2007 al 2013, nonché vice ministro degli esteri per gli affari europei e americani; inoltre si è candidato alle elezioni presidenziali del giugno 2013, classificandosi terzo. Si è candidato anche nel 2021, ma si è ritirato prima delle elezioni in favore di Ebrahim Raisi; si è nuovamente ricandidato alle elezioni presidenziali del 2024.